# Panicum parviglume
Panicum parviglume är en gräsart som beskrevs av Eduard Hackel. Panicum parviglume ingår i släktet vipphirser, och familjen gräs. Inga underarter finns listade i Catalogue of Life.